# Brazil International 2019
Die Brazil International 2019 im Badminton fanden vom 1. bis zum 5. Mai 2019 in Campinas statt.

## Sieger und Platzierte
| Disziplin    | Gold                                  | Silber                     | Bronze                            |
| ------------ | ------------------------------------- | -------------------------- | --------------------------------- |
| Herreneinzel | Misha Zilberman                       | Brian Yang                 | Mark Caljouw                      |
| Herreneinzel | Misha Zilberman                       | Brian Yang                 | Ygor Coelho                       |
| Dameneinzel  | Lianne Tan                            | Linda Zechiri              | Ksenia Polikarpova                |
| Dameneinzel  | Lianne Tan                            | Linda Zechiri              | Laura Sárosi                      |
| Herrendoppel | Satwiksairaj Rankireddy Chirag Shetty | Jelle Maas Robin Tabeling  | Jacco Arends Ruben Jille          |
| Herrendoppel | Satwiksairaj Rankireddy Chirag Shetty | Jelle Maas Robin Tabeling  | Jason Ho-Shue Nyl Yakura          |
| Damendoppel  | Rachel Honderich Kristen Tsai         | Émilie Lefel Anne Tran     | Johanna Goliszewski Lara Käpplein |
| Damendoppel  | Rachel Honderich Kristen Tsai         | Émilie Lefel Anne Tran     | Selena Piek Cheryl Seinen         |
| Mixed        | Robin Tabeling Selena Piek            | Jacco Arends Cheryl Seinen | Ronan Labar Anne Tran             |
| Mixed        | Robin Tabeling Selena Piek            | Jacco Arends Cheryl Seinen | Nyl Yakura Kristen Tsai           |